# Vasudevanallur
Vasudevanallur là một thị xã panchayat của quận Tirunelveli thuộc bang Tamil Nadu, Ấn Độ.

## Địa lý
Vasudevanallur có vị trí 9°14′B 77°25′Đ / 9,23°B 77,42°Đ Nó có độ cao trung bình là 178 mét (583 feet).

## Nhân khẩu
Theo điều tra dân số năm 2001 của Ấn Độ, Vasudevanallur có dân số 18.461 người. Phái nam chiếm 49% tổng số dân và phái nữ chiếm 51%. Vasudevanallur có tỷ lệ 62% biết đọc biết viết, cao hơn tỷ lệ trung bình toàn quốc là 59,5%: tỷ lệ cho phái nam là 74%, và tỷ lệ cho phái nữ là 51%. Tại Vasudevanallur, 10% dân số nhỏ hơn 6 tuổi.